# فلاديمير إدوارد
فلاديمير إدوارد (18 يونيو 1978 في كندا - ) هو لاعب كرة قدم كندي في مركز الهجوم. شارك مع منتخب هايتي لكرة القدم. أما مع النوادي، فقد لعب مع Vermont Voltage ‏ وLaval Dynamites ‏ ومونتريال إمباكت (1992–2011) وOttawa Wizards ‏.

## وصلات خارجية
- فلاديمير إدوارد على موقع الاتحاد الدولي (مؤرشف)  (الإنجليزية)
- فلاديمير إدوارد على موقع قاعدة بيانات كرة القدم.إي يو (الإنجليزية)
- فلاديمير إدوارد على موقع ناشيونال فوتبول تيمز (الإنجليزية)